# ماتیلده اوئیسی
ماتیلده اوئیسی (اسپانیایی: Matilde Huici‎؛ ‏ ۳ اوت ۱۸۹۰ – ۱۳ آوریل ۱۹۶۵)آموزشگر، وکیل، حقوق‌دان، سیاستمدار و استاد دانشگاه اهل اسپانیا بود. وی. علاوه بر همکاری با ماریا د مائستو در اقامتگاه بانوان که نخستین مرکز رسمی در اسپانیا که برای ارتقای آموزش دانشگاهی برای زنان بود، و باشگاه لیسیوم فمینینو، انجمن زنان، او یکی از بنیان‌گذاران «انجمن زنان دانشگاهی اسپانیا» (با همکاری ویکتوریا کنت و کلارا کامپوامور در سال ۱۹۲۸) و نماینده اسپانیا در «کمیسیون مشورتی مسائل اجتماعی و انسان‌دوستانه» جامعه ملل بود. وی از سال ۱۹۴۰ در شیلی در تبعید بود و در سال ۱۹۴۴ مدرسه آموزش معلمان کودکستان دانشگاه شیلی را تأسیس کرد و فعالیت‌های آموزشگری گسترده و کارآمدی را توسعه داد.

## اوایل زندگی
ماتیلده اوئیسی ناواز در ۳ اوت ۱۸۹۰ در شهر پامپلونا در اسپانیا به دنیا آمد و سومین فرزند از چهار فرزند خانوادهٔ آسنسیون اوئیسی و خوان اوئیسی بود. والدین او جمهوری‌خواهان لیبرال و ثروتمند بودند. در سن ۱۷ سالگی، او مدرک کارشناسی ارشد در آموزش عالی را از بیلبائو دریافت کرد.

## حرفه و تحصیلات اولیه
ماتیلده اوئیسی ناواز در سال ۱۹۰۹، به عنوان معلم در مدرسه‌ای در محله آتگوریه‌تا در سان سباستیان مشغول به کار شد. دو سال بعد، او به عنوان مدیر مدرسه منصوب شد. در سال ۱۹۱۶، او به مادرید منتقل شد تا به اقامتگاه بانوان بپیوندد، جایی که زبان‌های انگلیسی و فرانسه را آموخت و همچنین تکنیک مفید تندنویسی را یادگرفت. سه سال بعد، اوئیسی مدرک تحصیلی خود را از مدرسه آموزش عالی دریافت کرد و به تحصیل در رشته حقوق پرداخت. در سال ۱۹۲۲، اوئیسی به عنوان بازرس آموزش ابتدایی در سانتا کروس منصوب شد و در سال بعد به دایره فعالیت‌های بازنشستگان هیئت گسترش مطالعات و تحقیقات علمی (JAE) پیوست و از سپتامبر ۱۹۲۳ به عنوان همکار در کالج میدلبری شروع به تدریس زبان اسپانیایی کرد. مرخصی او به عنوان بازرس این امکان را به او داد تا تحصیلاتش را تمام کرده و در سال ۱۹۲۶ مدرک حقوق خود را دریافت کند. در حالی که به حرفه خود ادامه می‌داد و در اقامتگاه بانوان هم تدریس می‌کرد، در کارهای دادگاه نوجوانان مادرید (۱۹۲۷) شرکت کرد و در مباحثات عمومی و سیاسی دربارهٔ اصلاح نظام قضائی در رابطه با زنان مشارکت داشت. علاوه بر این، او ایجاد «انجمن جوانان دانشگاهی زن اسپانیا» (JUF) را ترویج کرد که بعدها به «انجمن زنان دانشگاهی اسپانیا» معروف شد. در سال ۱۹۲۸، او یکی از ترویج‌کنندگان گروه ناکام «لیبرال سوسیالیستی» بود. در سال ۱۹۳۱، اوئیسی و همسرش عضو حزب کارگران سوسیالیست اسپانیا شدند.

## در دوران جمهوری دوم اسپانیا
پس از اعلام جمهوری دوم اسپانیا در سال ۱۹۳۱، ماتیلده اوئیسی ناواز به کمیته فرعی حقوق کیفری کمیسیون مشاوره حقوقی وزارت دادگستری پیوست. همچنین، او مسئول بازرسی تمام دادگاه‌های نوجوانان در کشور، در چارچوب فعالیت‌های شورای حمایت از کودکان، شد. او همچنین عضوی از کمیته فرعی حقوق کیفری کمیسیون مشاوره حقوقی بود و در نتیجه در تدوین «قانون کیفری اسپانیا» در سال ۱۹۳۲ شرکت داشت و ایجاد «مرکز مطالعات کیفری» را ترویج کرد. در سال ۱۹۳۳، ویسی به اتحاد جماهیر شوروی سفر کرد تا سیاست‌های مربوط به کودکان را مطالعه کند. در سال ۱۹۳۵، او به عنوان نماینده اسپانیا در کمیسیون حمایت از کودکان و جوانان که مقر آن در ژنو بود، منصوب شد. به عنوان یک روزنامه‌نگار، او بین سال‌های ۱۹۳۵ تا ۱۹۳۸ برای نشریات مختلفی مانند هفته‌نامه دموکراسی، که توسط آندرس سابوریت اداره می‌شد، ال سوسیالیستا و مجله زنان که توسط کمیته زنان علیه جنگ و فاشیسم منتشر می‌شد، مقاله می‌نوشت. با پیروزی جبهه مردمی، اوئیسی پیشنهاد کرد که معلمان با ایجاد «مؤسسه تحقیقات روان‌شناسی کودکان» برای آموزش معلمان متخصص جایگزین کشیش‌ها شوند. یکی از اهداف اصلی او سکولار کردن آموزش و محافظت از کودکان در برابر تأثیرات مذهبی بود. در طول جنگ داخلی اسپانیا او از دولت جمهوری‌خواه پیروی کرد، ابتدا به والنسیا (۱۱ مارس ۱۹۳۷) و سپس به بارسلون رفت. او در نخستین ماه‌های سال ۱۹۳۹ به فرانسه رفت و در فعالیت‌های کمیته کمک به پناهندگان در پاریس و ژنو شرکت کرد.

## زندگی بعد از جمهوری
پس از شکست جمهوری، ماتیلده اوئیسی ناواز به شیلی مهاجرت کرد و در ۱۴ مه ۱۹۴۰ با کشتی اس‌اس اورونیا به آنجا رسید. او مجبور شد مدتی به عنوان مترجم کار کند زیرا مدرک حقوق او در شیلی مورد تأیید قرار نگرفت. او مدرسه آموزش کودکان دانشگاه شیلی را تأسیس کرد که بین سال‌های ۱۹۴۴ تا ۱۹۶۲ آن را اداره کرد. در سال ۱۹۴۷، او به عنوان مدیر «دستورالعمل فرهنگی شیلی-اسپانیا» منصوب شد. ماتیلده اوئیسی در ۱۳ آوریل ۱۹۶۵ در سن ۷۴ سالگی درگذشت.